# Нібибіломох довголистий
Нібибіломох довголистий (Paraleucobryum longifolium) — вид мохів порядку дикранальних (Dicranales).

## Поширення
Батьківщиною є Європа, Північна Америка, Азія.
Зазвичай росте на ґрунті над невапняними валунами та скелями, іноді на стовбурах дерев, пнях і гнилих колодах.

## Характеристика
Рослини від білувато-зеленого до сірувато-зеленого, іноді жовтуваті, світлішого кольору біля основи листя. Стебла 1–4(7) см. Листки розпростерті, зазвичай серпувато-однобічні, 4–8 × 0.2–0.8 мм, краї зазвичай зубчасті в дистальній половині. Коробочкові ніжки 8–20 мм. Коробочка 1.5–3 мм. Спори 22–35 мкм. Коробочки дозрівають влітку.